# نوامبر سیاه
نوامبر سیاه (انگلیسی: Black November) یک فیلم درام و اکشن نیجریه-آمریکایی محصول ۲۰۱۲ با بازی حکیم کی-کاظم، میکی رورک، کیم بسینجر، فرد آماتا، سارا وین کالیس، نس ایکپه اتیم، او سی اوکجه، ویویکا فاکس می‌باشد. این فیلم توسط جتا آماتا کارگردانی و تولید شده فیلم داستان مبارزه یک جامعه دلتای نیجر علیه دولت خود و یک شرکت نفتی چند ملیتی را برای نجات محیط زیست خود که توسط حفاری بیش از حد نفت در حال نابودی است، روایت می‌کند.

## بازیگران
- میکی رورک
- سارا وین کالیز
- کیم بیسینگر
- ویویکا ای فاکس
- حکیم کی-کاظم
- آن هیش
- پرشیا وایت
- ایکان
- وایکلف ژان
- مبونگ آماتا
- سیندی ولا